# Интерлингва (IALA)
Интерли́нгва (Interlingua) — международный вспомогательный язык, разработанный в 1936—1951 годах Международной ассоциацией вспомогательного языка (IALA) под руководством Александра Гоуда. Интерлингва IALA — это результат работы большого коллектива европейских и американских учёных-лингвистов. Словарный состав языка интерлингва включает в себя слова, имеющие латинские корни, а также международную лексику, взятую из итальянского, испанского, португальского, французского, английского, немецкого и русского языков.
Так как в языке интерлингва используются не искусственно придуманные корни слов, как во многих других искусственных языках, а действительно существующие индоевропейские корни, интерлингва может быть понятен огромному числу людей во всём мире, в особенности тем, кто говорит на каком-либо романском языке. Тем не менее, на 2022 год на количество людей, активно говорящих на интерлингве, оценивается всего в 2000 человек, и в этом отношении интерлингва во многом уступает международному языку эсперанто.

## Википедия
На 2 июля 2025 года в Википедии на интерлигве насчитывается 29 949 статей.

## Пример текста
«Отче наш»
| Окциденталь | Интерлингва | Латынь без словоизменения | Латынь |
| Patre nor, qui es in li cieles, mey tui nómine esser sanctificat, mey tui regnia venir, mey tui vole esser fat, qualmen in li cieles talmen anc sur li terre. Da nos hodie nor pan omnidial, e pardona nor débites, qualmen anc noi pardona nor debitores. E ne inducte nos in tentation, ma libera nos de lu mal. Amen. | Patre nostre, qui es in le celos, que tu nomine sia sanctificate; que tu regno veni; que tu voluntate sia facite como in le celo, etiam super le terra. Da nos hodie nostre pan quotidian, e pardona a nos nostre debitas como etiam nos los pardona a nostre debitores. E non induce nos in tentation, sed libera nos del mal. Amen. | Patre nostro, qui es in celos, que tuo nomine fi sanctificato. Que tuo regno adveni; que tua voluntate es facta sicut in celo et in terra. Da hodie ad nos nostro pane quotidiano. Et remitte ad nos nostros debitos, sicut et nos remitte ad nostros debitores. Et non induce nos in tentatione, sed libera nos ab malo. Amen. | Pater noster, qui es in cælis, sanctificetur nomen tuum. Adveniat regnum tuum. Fiat voluntas tua, sicut in cælo, et in terra. Panem nostrum quotidianum da nobis hodie, et dimitte nobis debita nostra, sicut et nos dimittimus debitoribus nostris. Et ne nos inducas in tentationem, sed libera nos a malo. Amen. |